# Allocosa sjostedti
Allocosa sjostedti là một loài nhện trong họ wolfspinnen (Lycosidae).
Loài này thuộc chi Allocosa. Allocosa sjostedti được Roger de Lessert miêu tả năm 1926.